# Aeroportul Anguganak
Aeroportul Anguganak (IATA: AKG, ICAO: AYGU) este un aeroport din Papua Noua Guinee.
aeroportul dispune de o singură pistă.